# 雪池冰窖
雪池冰窖又名里冰窖，是一座现存的皇家御用冰窖，位于北京市西城区什刹海街道景山社区雪池胡同10号。已列为北京市文物保护单位。

## 历史
雪池冰窖所储之冰为皇家御用，始建于明万历年间，清康熙年间重修，由工部都水司掌管。冰取自太液池、什刹海、筒子河及护城河中，1972年停用。建筑面积497.5平方米，为半地下建筑。

## 保护
2003年12月11日，雪池冰窖公布为第七批北京市文物保护单位。